# Scopula honestata
Scopula honestata är en fjärilsart som beskrevs av Paul Mabille 1869. Scopula honestata ingår i släktet Scopula och familjen mätare. Inga underarter finns listade.